# Caviana fuscella
Caviana fuscella är en fjärilsart som beskrevs av Herbert H. Neunzig och Dow 1993. Caviana fuscella ingår i släktet Caviana och familjen mott. Inga underarter finns listade i Catalogue of Life.